# 1/2&1/2
『1/2&1/2』（ハーフ アンド ハーフ）は、日本の歌手、杏里の17枚目のオリジナル・アルバムである。1993年8月25日発売。発売元はフォーライフ・レコード。

## 概要
- 16thアルバム『MOANA LANI』以来およそ1年2ヶ月ぶりのオリジナル・アルバム。
- オリコン週間アルバムチャートでは『MIND CRUISIN'』以来3作品ぶりの1位を獲得。

## 収録曲
- 全作曲：ANRI 全編曲：小倉泰治

1. 恋のゆくえ
  - 作詞：吉元由美
2. 誰かがあなたを待っている
  - 作詞：吉元由美
3. SET YOURSELF FREE
  - 作詞：ANRI
4. 缶ビールとデニムシャツ
  - 作詞：ANRI
5. ONE-愛はふたりの言葉だから-
  - 作詞：吉元由美
6. あなたを抱いた夜
  - 作詞：吉元由美
7. 夕陽に赤い頬
  - 作詞：吉元由美
8. 記憶の神秘
  - 作詞：ANRI
9. LOVE IS A TWO WAY STREET-近未来の感動-
  - 作詞：MAXAYNE LEWIS
10. HAPPY BIRTHDAY TO ME
  - 作詞：ANRI
11. ドルフィン・リング
  - 作詞：ANRI